# Championnat du monde des clubs masculin de volley-ball 2009
Navigation
1992 2010
Le Championnat du monde des clubs de volley-ball masculin 2009 est la cinquième édition du Championnat du monde des clubs de volley-ball masculin organisé par la Fédération internationale de volley-ball. Elle se déroule du 3 au 8 novembre 2009 au Qatar pour la première fois de son histoire. Tous les matches se jouent à la salle « Al Gharafa » à Doha.
L'Itas Diatec Trente est sacrée pour la première fois championne du monde, remportant aussi une prime de 250 000 dollars promise aux vainqueur.

## Déroulement de la compétition
Le format du Championnat du monde des clubs, en vigueur à partir de 2009, prévoit la division de huit équipes en deux groupes, A et B. 
Les deux premières équipes de chaque groupes se qualifient pour les demi-finales (le premier du groupe A rencontre le second du groupe B, et vice-versa). Les équipes classées troisième et quatrième des groupes sont éliminées et sont incluses dans le classement final à la cinquième place.
Les gagnants des demi-finales se disputent la victoire finale, tandis que les perdants s'affrontent pour la troisième place.

## Participants
| Club                  | Pays       | Confédération | Titre                      |
| --------------------- | ---------- | ------------- | -------------------------- |
| Itas Diatec Trente    | Italie     | CEV           | Champion d'Europe          |
| Cimed Florianópolis   | Brésil     | CSV           | Champion d'Amérique du Sud |
| Payakan Teheran       | Iran       | AVC           | Champion d'Asie            |
| Zamalek Sporting Club | Égypte     | CAVB          | Champion d'Afrique         |
| Al Arabi Doha         | Qatar      | AVC           | Hôte                       |
| Skra Bełchatów        | Pologne    | CEV           | Wild card                  |
| Zenit Kazan           | Russie     | CEV           | Wild card                  |
| Plantaneros Corozal   | Porto Rico | NORCECA       | Wild card                  |

## Phase de groupes

### Composition des groupes
| Groupe A - Itas Diatec Trente - Zenit Kazan - Plantaneros Corozal - Zamalek Sporting Club | Groupe B - Skra Bełchatów - Payakan Teheran - Cimed Florianópolis - Al Arabi Doha |

### Résultats
| Groupe A |                                  |     |                                   |
|          |                                  |     |                                   |
| 3-11     | Itas Diatec Trente - Zamalek     | 3-1 | 25-18, 25-21, 23-25, 25-20        |
| 3-11     | Zenit Kazan - Corozal            | 3-0 | 25-20, 25-14, 25-17               |
| 4-11     | Zamalek - Corozal                | 3-2 | 23-25, 25-13, 23-25, 25-14, 21-19 |
| 4-11     | Itas Diatec Trente - Zenit Kazan | 3-2 | 24-26, 25-23, 24-26, 25-19, 15-11 |
| 5-11     | Zenit Kazan - Zamalek            | 3-0 | 25-18, 25-13, 25-11               |
| 5-11     | Corozal - Itas Diatec Trente     | 0-3 | 18-25, 13-25, 19-25               |

| Groupe B |                                      |     |                            |
|          |                                      |     |                            |
| 3-11     | Skra Bełchatów - Al Arabi            | 3-0 | 25-22, 25-11, 25-20        |
| 3-11     | Payakan - Cimed Florianópolis        | 3-1 | 15-25, 28-26, 25-21, 25-22 |
| 4-11     | Al Arabi - Cimed Florianópolis       | 1-3 | 25-18, 17-25, 17-25, 22-25 |
| 4-11     | Skra Bełchatów - Payakan             | 3-0 | 25-22, 25-18, 25-17        |
| 5-11     | Payakan - Al Arabi                   | 3-0 | 25-23, 25-19, 25-14        |
| 5-11     | Cimed Florianópolis - Skra Bełchatów | 1-3 | 25-22, 18-25, 21-25, 23-25 |

### Classements
| Groupe A | Groupe A              | Groupe A | Partie | Partie | Set | Set | Set   | Point | Point | Point |
| #        | Équipe                | Pt       | V      | P      | V   | P   | Qz    | V     | P     | Qz    |
| -------- | --------------------- | -------- | ------ | ------ | --- | --- | ----- | ----- | ----- | ----- |
| 1        | Itas Diatec Trente    | 6        | 3      | 0      | 9   | 3   | 3.000 | 286   | 239   | 1.197 |
| 2        | Zenit Kazan           | 5        | 2      | 1      | 8   | 3   | 2.667 | 255   | 206   | 1.238 |
| 3        | Zamalek Sporting Club | 4        | 1      | 2      | 4   | 8   | 0.500 | 243   | 269   | 0.903 |
| 4        | Plantaneros Corozal   | 3        | 0      | 3      | 2   | 9   | 0.222 | 197   | 267   | 0.738 |

| Groupe B | Groupe B            | Groupe B | Partie | Partie | Set | Set | Set   | Point | Point | Point |
| #        | Équipe              | Pt       | V      | P      | V   | P   | Qz    | V     | P     | Qz    |
| -------- | ------------------- | -------- | ------ | ------ | --- | --- | ----- | ----- | ----- | ----- |
| 1        | Skra Bełchatów      | 6        | 3      | 0      | 9   | 1   | 9.000 | 247   | 197   | 1.254 |
| 2        | Payakan Teheran     | 5        | 2      | 1      | 6   | 4   | 1.500 | 225   | 225   | 1.000 |
| 3        | Cimed Florianópolis | 4        | 1      | 2      | 5   | 7   | 0.714 | 274   | 271   | 1.011 |
| 4        | Al Arabi Doha       | 3        | 0      | 3      | 1   | 9   | 0.111 | 190   | 243   | 0.782 |

## Phase finale
|  | Demi-finales                              | Demi-finales                              |                        |   | Finale                              | Finale                              |
|  | Demi-finales                              | Demi-finales                              |                        |   | Finale                              | Finale                              |
|  |                                           |                                           |                        |   |                                     |                                     |
|  | Doha, 7-11-2009 (15-25 25-23 25-21 26-24) | Doha, 7-11-2009 (15-25 25-23 25-21 26-24) |                        |   | Doha, 8-11-2009 (24-26 18-25 19-25) | Doha, 8-11-2009 (24-26 18-25 19-25) |
|  | Doha, 7-11-2009 (15-25 25-23 25-21 26-24) | Doha, 7-11-2009 (15-25 25-23 25-21 26-24) |                        |   | Doha, 8-11-2009 (24-26 18-25 19-25) | Doha, 8-11-2009 (24-26 18-25 19-25) |
|  | PGE Skra Bełchatów                        | 3                                         |                        |   | Doha, 8-11-2009 (24-26 18-25 19-25) | Doha, 8-11-2009 (24-26 18-25 19-25) |
|  | PGE Skra Bełchatów                        | 3                                         |                        |   | Doha, 8-11-2009 (24-26 18-25 19-25) | Doha, 8-11-2009 (24-26 18-25 19-25) |
|  | Zenit Kazan                               | 1                                         |                        |   | Doha, 8-11-2009 (24-26 18-25 19-25) | Doha, 8-11-2009 (24-26 18-25 19-25) |
|  | Zenit Kazan                               | 1                                         | PGE Skra Bełchatów     | 0 |                                     |                                     |
|  | Doha, 7-11-2009 (25-18 25-22 25-19)       |                                           | PGE Skra Bełchatów     | 0 |                                     |                                     |
|  |                                           | Trentino Volley                           | 3                      |   |                                     |                                     |
|  | Trentino Volley                           | Trentino Volley                           | 3                      | 3 |                                     |                                     |
|  | Trentino Volley                           |                                           |                        | 3 |                                     |                                     |
|  | Payakan Teheran                           | 0                                         |                        |   |                                     |                                     |
|  | Payakan Teheran                           | 0                                         | Match pour la 3e place |   |                                     |                                     |
|  |                                           |                                           |                        |   |                                     |                                     |
|  | Doha, 8-11-2009 (25-13 25-18 25-16)       |                                           |                        |   |                                     |                                     |
|  |                                           |                                           |                        |   |                                     |                                     |
|  | Zenit Kazan                               | 3                                         |                        |   |                                     |                                     |
|  | Zenit Kazan                               | 3                                         |                        |   |                                     |                                     |
|  | Payakan Teheran                           | 3                                         |                        |   |                                     |                                     |
|  | Payakan Teheran                           | 3                                         |                        |   |                                     |                                     |

## Récompenses
- MVP :  Matej Kaziyski (Trentino Volley)
- Meilleur Serveur :  Osmany Juantorena (Trentino Volley)
- Meilleur passeur :  Raphael Vieira de Oliveira (Trentino Volley)
- Meilleur Libero :  Alexei Verbov (Zenit Kazan)
- Meilleur central :  Marcin Możdżonek (Skra Bełchatów)
- Meilleur attaquant : Matej Kaziyski (Trentino Volley)
- Meilleur marqueur :  Bartosz Kurek (Skra Bełchatów)

## Classement final
| Rang | Équipe                | Nation     | Confédération | Prime     |
| ---- | --------------------- | ---------- | ------------- | --------- |
| 1    | Trentino Volley       | Italie     | CEV           | 250 000 $ |
| 2    | PGE Skra Bełchatów    | Pologne    | CEV           | 170 000 $ |
| 3    | Zenit Kazan           | Russie     | CEV           | 120 000 $ |
| 4    | Payakan Teheran       | Iran       | AVC           | 90 000 $  |
| 5    | Al Arabi Doha         | Qatar      | AVC           | 30 000 $  |
| 5    | Cimed Florianópolis   | Brésil     | CSV           | 30 000 $  |
| 5    | Plantaneros Corozal   | Porto Rico | NORCECA       | 30 000 $  |
| 5    | Zamalek Sporting Club | Égypte     | CAV           | 30 000 $  |